# آلیس بال
آلیس بال (انگلیسی: Alice Ball; ۲۴ ژوئیهٔ ۱۸۹۲ – ۳۱ دسامبر ۱۹۱۶) یک زن شیمیدان آفریقایی آمریکایی بود که با استفاده از عصاره گیاهی تزریقی (اتیل هیدوکارپات) «روش بال» (Ball Method) را ایجاد کرد که مؤثرترین درمان برای جذام در اوایل قرن بیستم بود. او اولین زن و اولین آفریقایی آمریکایی بود که از دانشگاه هاوایی مدرک کارشناسی ارشد دریافت کرد، او همچنین اولین استاد شیمی زن این دانشگاه نیز بود. او در سن ۲۴ سالگی درگذشت و تا سال‌ها پس از مرگش، سهم او در علم به رسمیت شناخته نشد.